# Patrick MacGill
Patrick MacGill (Glenties, 24 dicembre 1889 – 22 novembre 1963) è stato uno scrittore, poeta e commediografo irlandese. È conosciuto come il poeta navigatore.

## Biografia
Era il maggiore degli undici figli di Bridget e William MacGill. Lasciò la scuola a undici anni per poi cominciare a lavorare. Fece vari lavori nelle fattorie come raccoglitore di patate, finché non fu assunto come manovale per la costruzione della linea ferroviaria Glasgow-Greenock. Era un lettore vorace e scrisse in quel periodo la sua prima raccolta di poesie, basata in gran parte sul suo lavoro e che rifletteva le sue preoccupazioni per la povera gente. Scrisse anche diversi articoli per il Daily Express di Londra che gli procurarono un lavoro come cronista.  In seguito, grazie a Sir John Dalton, ex cappellano della Vittoria del Regno Unito e tutore del principe Giorgio, ebbe un lavoro e un alloggio al castello di Windsor.
Durante la prima guerra mondiale, MacGill prestò servizio con i London Irish Rifles e fu ferito nella battaglia di Loos il 28 ottobre 1915. Fu reclutato nei servizi segreti e scrisse per l'MI 7b tra il 1916 e l'armistizio del 1918. Malato di sclerosi multipla, morì in Florida di e fu sepolto a Fall River, nel Massachusetts.
Dopo che dalla sua opera teatrale Suspense fu tratto l'omonimo film del 1930 diretto da Walter Summers, lo scrittore si trasferì negli Stati Uniti d'America con la moglie Margaret Gibbons, anch'essa scrittrice.
All'inizio del 2008, è stato realizzato un docufilm con Stephen Rea sulla sua vita, uscito in Irlanda nel 2009 come Child of the Dead End, il mesesimo titolo del memoir di MacGill.
In suo onore si tiene a Glenties un evento letterario annuale, il Patrick MacGill Festival.

## Opere

### Romanzi
- Children of the Dead End: The Autobiography of a Navvy, London, Herbert Jenkins 1914; Edinburgh, Birlinn 2000, Edinburgh, Birlinn Limited, 2022, ISBN 978-1-78027-764-6
- The Rat-Pit, London, Herbert Jenkins 1915; London, Caliban, 1982
- The Amateur Army, London, Herbert Jenkins 1915
- The Red Horizon, London, Herbert Jenkins 1916
- The Great Push, An Episode in the Great War, London, Herbert Jenkins 1916; Edinburgh, Birlinn 2000
- The Brown Brethren, London, Herbert Jenkins 1917
- come John O’Gormanm The Dough-Boys, London, Herbert Jenkins 1919
- The Diggers, The Australians in France, foreword by W. M. Hughes, Australian PM, London, Herbert Jenkins 1919
- Glenmornan, London, Herbert Jenkins 1919; London, Caliban 1983
- Maureen, London, Herbert Jenkins 1920
- Fear!, London, Herbert Jenkins 1921
- Lanty Hanlon, A Comedy of Irish Life, London, Herbert Jenkins 1922
- Moleskin Joe, London, Herbert Jenkins 1923; London, Caliban 1983
- The Carpenter of Orra, London, Herbert Jenkins 1924
- Sid Puddiefoot, London, Herbert Jenkins 1926
- Una Cassidy, London, Herbert Jenkins 1928
- Tulliver’s Mill, London, Herbert Jenkins 1934
- The Glen of Carra, London, Herbert Jenkins 1934
- The House at the World's End, London, Herbert Jenkins 1935
- Helen Spenser, London, Herbert Jenkins 1937

### Opere poetiche
- Gleanings from a Navvy's Scrapbook, Derry, Derry Journal 1910
- Songs of a Navvy, Windsor, P. MacGill 1911
- Songs of the Dead End, London, Year Book Press 1912
- Soldier Songs, London, Herbert Jenkins 1917
- Songs of Donegal, London, Herbert Jenkins 1921
- The Navvy Poet, Collected Poetry of Patrick MacGill, London, Caliban 1984

### Opere teatrali
- Moleskin Joe, 1921
- Suspense: A Play in Three Acts, London: Herbert Jenkins, 1930